# Unión Deportiva Taburiente
La Unión Deportiva Taburiente es un club deportivo de hockey sobre hierba ubicado en Las Palmas de Gran Canaria, España.
Su equipo femenino compite en la División de Honor y su equipo masculino en la División de Honor A.

## Historia
Se fundó en mayo de 1980.
El equipo masculino se adjudicó una medalla de bronce en la Copa del Rey.
El equipo femenino se adjudicó dos medallas de bronce en la Copa de la Reina.
En el año 2023, el club fue galardonado con el premio Roque Nublo.